# Johan I av Brabant
Johan I av Brabant (nederländska Jan I, franska Jean I), född 1252/1253 i Leuven, död 3 maj 1294 i Leuven, var hertig av Brabant (1267-1294), hertig av Lothier och Limburg (1288-1294). Han kallas även "den segerrike".
Han var son till Henrik III av Brabant och Adelaide av Burgund.
Han är mest känd för segern vid slaget vid Worringen 1288, som ledde till att han även blev hertig över Limburg och som gav honom tillnamnet "den segerrike".
Han omkom 3 maj 1294 efter att ha skadats i ett tornerspel i samband med bröllopsfesligheter i Bar-le-Duc (idag i Frankrike).
Han efterträddes som hertig av sin son Johan II av Brabant.